# Loreto (Paraguay)
Loreto es una ciudad de Paraguay, en el Departamento de Concepción, ubicada a 437 km de la ciudad de Asunción.

## Toponimia
Loreto, conocida primeramente como “Paraje Ju´i” que significa "paraje rana", después “Capilla Zarza”, para posteriormente llamarse Loreto, en honor a "Nuestra Señora de Loreto", fue fundado por jesuitas el 10 de diciembre de 1792.

## Historia
En la ciudad de Loreto, los jesuitas que llegaron a evangelizar en el año 1607, introdujeron la primera imprenta del Río de la Plata.

## Geografía
Loreto dista de Asunción 437 km si se llega por Pozo Colorado, y 489 km por la Ruta III “Dr. Elizardo Aquino”.
Está ubicada sobre una alta colina en el Departamento de Concepción.

## Clima
La temperatura máxima alcanza los 40 °C, en verano, mientras que la mínima en invierno es de hasta -2 °C. La media es de 24 °C.
La época de lluvias copiosas es de noviembre a enero, en cambio los meses más secos son de junio a septiembre. Los vientos son del norte, este y sureste.

## Demografía
Loreto tiene un total de 13 580 habitantes según datos oficiales del censo paraguayo de 2022.

## Economía

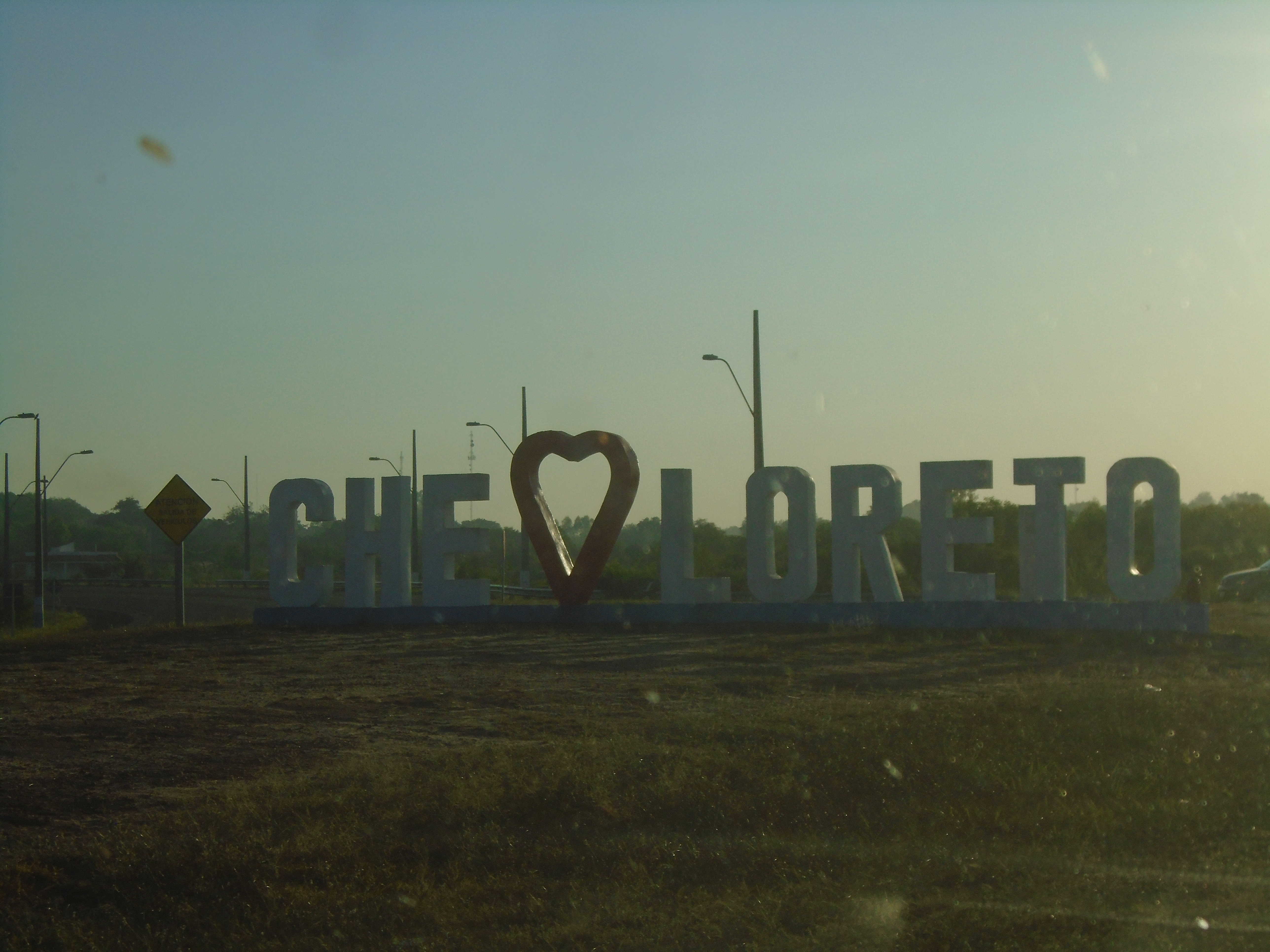
Acceso a Loreto (departamento de Concepción).

Los pobladores de Loreto se dedican la agricultura, ganadería y obrajes.
Loreto es reconocida como la “Tierra donde fluye la miel y abunda el ”guaviramí”, que es una fruta silvestre muy sabrosa originaria de Paraguay.

## Cultura
El panorama de la ciudad complementa las viejas y grandes casonas con las casitas rurales. En una de ellas están expuestos los trofeos del mariscal José Félix Estigarribia.
En la ciudad de Loreto se ha erigido una ermita para la Mater, construida con el apoyo de varios fieles a la Virgen de Tuparendá, "Casa de Dios".